# Sophia Ali
Sophia Taylor Ramseyer Ali là nữ diễn viên người Mỹ. Cô được biết đến với các vai diễn trong một số sê-ri phim truyền hình như Faking It hay Grey's Anatomy.

## Thời thơ ấu
Ali sinh ra ở thành phố San Diego, California, cha cô tên Asim Ali, là người Pakistan, còn mẹ cô, Brooke Ali, là người Mỹ.

## Sự nghiệp
Năm 2003, cô có vai diễn đầu tay trong phim truyền hình "K Street". Sau đó cô tiếp tục góp mặt trong một số phim khác như: sê-ri hài Faking It (đài MTV), Shake It Up, CSI: Miami, Missionary Man và Famous in Love.
Năm 2017, Ali vào vai phụ bác sĩ Dahlia Qadri trong bộ phim truyền hình về ngành y, Grey's Anatomy. Năm 2018, cô góp mặt trong phim điện ảnh kinh dị Truth or Dare. Năm 2022, Ali vào vai Chloe Frazer trong Uncharted.

## Danh sách phim

### Điện ảnh
| Năm  | Tên                           | Vai                        | Ct    |
| ---- | ----------------------------- | -------------------------- | ----- |
| 2007 | Missionary Man                |                            |       |
| 2008 | The Longshots                 |                            |       |
| 2015 | The Walking Deceased          | Brooklyn                   | [ 4 ] |
| 2016 | Everybody Wants Some!!        | Bạn cùng phòng với Beverly |       |
| 2016 | Mono                          | Brooke                     |       |
| 2017 | Bad Kids of Crestview Academy | Faith Jackson              | [ 5 ] |
| 2018 | Truth or Dare                 | Penelope Amari             |       |
| 2021 | India Sweets and Spices       | Alia Kapur                 |       |
| 2022 | Uncharted                     | Chloe Frazer               |       |
| TBA  | The F*** Happened             | Molly                      |       |

### Truyền hình
| Năm       | Tên               | Vai                 | Ct                             |
| --------- | ----------------- | ------------------- | ------------------------------ |
| 2006      | Barney & Friends  | Self                | Vai phụ, 3 tập và phim ngắn    |
| 2010      | Shake It Up!      | Tasha               | Tập: "Meatball It Up"          |
| 2011      | CSI: Miami        | Samantha Downey     | Tập: "Stoned Cold"             |
| 2012      | Melissa & Joey    | Scarlett            | Tập: "All Up In My Business"   |
| 2014      | Tyrant            | Samira Nadal        | Tập: "Pilot"                   |
| 2016      | Faking It         | Sabrina             | Vai phụ, 5 tập                 |
| 2017      | The Mindy Project | Parvati             | Tập: "May Divorce Be with You" |
| 2017–2019 | Grey's Anatomy    | Bác sĩ Dahlia Qadri | Vai phụ, 27 tập                |
| 2018      | The Mick          | Alexis              | Tập: "The Juice"               |
| 2018      | Famous in Love    | Joanie              | 4 tập                          |
| 2020      | The Wilds         | Fatin Jadmani       | Vai chính                      |